# Irene Cara
Irene Cara Escalera (* 18. März 1959 (Anm.) in New York City, New York; † 25. November 2022 in Largo, Florida) war eine US-amerikanische Sängerin und Schauspielerin. Ihre bekanntesten Songs sind die Titellieder Fame aus Fame – Der Weg zum Ruhm (1980) und Flashdance … What a Feeling aus Flashdance (1983); beide wurden im Jahr ihrer Veröffentlichung jeweils mit dem Oscar in der Kategorie Bester Filmsong ausgezeichnet. 

## Leben
Irene Cara wurde als Tochter einer  Kubanerin und eines Puerto Ricaners geboren, die Anfang der 1950er Jahre nach New York gekommen waren. Dort trat sie bereits als Kind im spanischsprachigen Radio und Fernsehen auf. Mit acht Jahren spielte sie in dem Broadway-Musical Maggie Flynn, als Zehnjährige sang sie zusammen mit Roberta Flack und Sammy Davis jr. zu Ehren von Duke Ellington im Madison Square Garden. Ab ihrem 16. Lebensjahr war sie vermehrt in Fernsehserien zu sehen.
Erstmals machte Cara 1975 in dem Thriller Aaron Loves Angela auf sich aufmerksam. 1976 spielte sie die Titelrolle in dem von Sam O’Steen inszenierten Musicaldrama Sparkle – Der Weg zum Star. Der endgültige Durchbruch gelang ihr durch das Mitwirken in Fame – Der Weg zum Ruhm. Darin spielte sie die Rolle der Coco Hernandez und sang das Titellied, das 1981 mit dem Oscar als bester Song ausgezeichnet wurde. Die Single wurde in Verbindung mit der gleichnamigen TV-Serie 1982 erneut veröffentlicht; sie erreichte Platz 1 der britischen Singlecharts und Platz 4 der US-amerikanischen Billboard Hot 100.
Ähnlich erfolgreich war Cara 1983 mit Flashdance … What a Feeling, dem Titelsong des Spielfilms Flashdance. Im Gegensatz zu Fame war sie nun auch als Songwriterin an dem Lied beteiligt, das 1983 den Oscar und 1984 einen Grammy für die beste weibliche Pop-Gesangsdarbietung gewann. Ab 1983 gab es vertragliche Schwierigkeiten mit ihrem Tonträgerunternehmen RSO im Streit um Gewinnbeteiligung an den Einnahmen ihrer Songs. Cara gewann den Prozess gegen RSO zwar, aber ihre Karriere hatte an Momentum verloren und andere große Plattenfirmen wollten sie nicht unter Vertrag nehmen, da sie ihr vorheriges Plattenstudio verklagt hatte. Nach eigenen Angaben hatte sie bis zu dem endgültigen Gewinn der juristischen Auseinandersetzung gegen RSO 1993 kaum Geld für ihre beiden Welthits erhalten.
Erst 1987 veröffentlichte Cara ihr drittes Album Carasmatic, welches aber kaum beworben wurde und nur ein kleines Publikum fand. Zu einer ihr von Dieter Bohlen 1993 in Beverly Hills angebotenen musikalischen Zusammenarbeit kam es nicht. Nach einer Pause kehrte sie Anfang 2001 als Gast von DJ BoBo mit What a Feeling in die Charts zurück. Mitte 2005 beteiligte sie sich mit ihrer Band Hot Caramel an der dritten Staffel der US-NBC-TV-Serie Hit Me Baby One More Time. Sie stellte noch einmal Flashdance … What a Feeling vor und gewann. 2011 veröffentlichte sie mit ihrer Band das Album Irene Cara Presents Hot Caramel, das aber kaum Beachtung fand. 
Cara war von 1986 bis 1991 mit dem Stuntman und Filmregisseur Conrad Palmisano verheiratet. Das letzte Lebensjahrzehnt verbrachte sie – wie sie es 2018 bezeichnete – im „Halbruhestand“ in Florida, zumal die Tantiemen (Royaltys) aus ihren Songs ihr ein komfortables Leben ermöglichten. Sie starb im November 2022 im Alter von 63 Jahren in ihrem Haus in Largo.

## Diskografie
Studioalben

| Jahr | Titel Musiklabel                                                | Höchstplatzierung, Gesamtwochen, AuszeichnungChartplatzierungen (Jahr, Titel, Musiklabel, Platzierungen, Wochen, Auszeichnungen, Anmerkungen) | Höchstplatzierung, Gesamtwochen, AuszeichnungChartplatzierungen (Jahr, Titel, Musiklabel, Platzierungen, Wochen, Auszeichnungen, Anmerkungen) | Höchstplatzierung, Gesamtwochen, AuszeichnungChartplatzierungen (Jahr, Titel, Musiklabel, Platzierungen, Wochen, Auszeichnungen, Anmerkungen) | Höchstplatzierung, Gesamtwochen, AuszeichnungChartplatzierungen (Jahr, Titel, Musiklabel, Platzierungen, Wochen, Auszeichnungen, Anmerkungen) | Höchstplatzierung, Gesamtwochen, AuszeichnungChartplatzierungen (Jahr, Titel, Musiklabel, Platzierungen, Wochen, Auszeichnungen, Anmerkungen) | Anmerkungen                            |
| Jahr | Titel Musiklabel                                                | DE | AT | CH | UK | US | Anmerkungen                            |
| ---- | --------------------------------------------------------------- | --- | --- | --- | --- | --- | -------------------------------------- |
| 1967 | Esta es Irene Gema Records (Gema)                               | — | — | — | — | — | Erstveröffentlichung: 1967             |
| 1982 | Anyone Can See Network Records (CBS)                            | — | — | — | — | US76 (17 Wo.)US | Erstveröffentlichung: Januar 1982      |
| 1983 | What a Feelin’ Epic Records (CBS)                               | DE29 (8 Wo.)DE | — | CH8 (10 Wo.)CH | — | US77 (37 Wo.)US | Erstveröffentlichung: 2. November 1983 |
| 1987 | Carasmatic Elektra Records (WMG)                                | — | — | — | — | — | Erstveröffentlichung: 10. Juni 1987    |
| 2011 | Irene Cara Presents Hot Caramel Caramel Productions Music (CPM) | — | — | — | — | — | Erstveröffentlichung: 4. April 2011    |

grau schraffiert: keine Chartdaten aus diesem Jahr verfügbar

## Filmografie
- 1970–1971: Love of Life (Fernsehserie)
- 1971–1972: The Electric Company (Fernsehserie, 130 Folgen)
- 1975: Aaron Loves Angela
- 1976: Sparkle – Der Weg zum Star (Sparkle)
- 1976: Kojak – Einsatz in Manhattan (Kojak, Fernsehserie, eine Folge)
- 1976: Apple Pie
- 1977: What’s Happening!! (Fernsehserie, eine Folge)
- 1979: Roots – Die nächsten Generationen (Roots: The Next Generations, Miniserie, drei Folgen)
- 1980: Das Guayana-Massaker (Guyana Tragedy: The Story of Jim Jones, Fernsehfilm)
- 1980: Fame – Der Weg zum Ruhm (Fame)
- 1982: Sister, Sister (Fernsehfilm)
- 1982: Killing ’em Softly
- 1983: American Playhouse (Fernsehserie, eine Folge)
- 1983: Die Chaotenclique (D.C. Cab)
- 1984: City Heat – Der Bulle und der Schnüffler (City Heat)
- 1985: In der Hitze von New York (Certain Fury)
- 1986: Killing Streets (Busted Up)
- 1988: Bustin’ Loose (Fernsehserie, eine Folge)
- 1990: Happily Ever After (Stimme)
- 1990: Laserexil (Caged in Paradiso)
- 1991: Chicago Soul (Fernsehserie, eine Folge)
- 1992: Hearts Are Wild (Fernsehserie, eine Folge)
- 1992: Die Abenteuer von Pico und Columbus (Stimme)
- 1995: Beyond Awareness to Action: Ending Abuse of Women (Kurzvideo)